# Ліндсі Нелсон (тенісистка)
Ліндсі Нелсон (англ. Lindsey Nelson; нар. 18 листопада 1985) — колишня американська тенісистка.
Найвищу одиночну позицію світового рейтингу — 424 місце досягла 25 червня, 2007, парну — 347 місце — 23 жовтня, 2006 року.
Здобула 2 парні титули.

## Біографія
Нельсон, правша з Каліфорнії, навчалася в середній школі Вілла-Парк в окрузі Оріндж, перш ніж почати грати в теніс в коледжі за команду «Троянці» Університету штату Каліфорнія. Нельсон двічі посідала друге місце в чемпіонаті NCAA в одиночному розряді, граючи за «Троянців», і була чемпіонкою Pac-10 в одиночному розряді 2007 року. Вона закінчила юридичний факультет Міссісіпі-коледжу.

## Фінали ITF
| Турніри $75,000 |
| Турніри $10,000 |

### Парний розряд: 4 (2–2)
| Результат | Ранг | Дата          | Турнір                       | Покриття | Партнерка        | Суперниці                     | Рахунок          |
| --------- | ---- | ------------- | ---------------------------- | -------- | ---------------- | ----------------------------- | ---------------- |
| Поразка   | 1.   | 2 липня 2006  | Едмонд (Оклахома), США       | Тверде   | Елізабет Кауфман | Алекса Ґлетч Ешлі Вейнголд    | 4–6, 4–6         |
| Перемога  | 1.   | 9 липня 2006  | Колледж-Парк (Меріленд), США | Тверде   | Енн Єлсі         | Чжань Цзіньвей Наталі Грандін | 6–1, 6–3         |
| Перемога  | 2.   | 18 липня 2009 | Атланта, США                 | Тверде   | Кейтлін Крістіан | Аманда Фінк Ясмін Шнак        | 7–5, 7–6(7–2)    |
| Поразка   | 2.   | 24 липня 2009 | Евансвілл (Індіана), США     | Тверде   | Кейтлін Крістіан | Марія Санчес Ясмін Шнак       | 6–4, 1–6, [4–10] |